# Matthias Salzburger
Matthias Salzburger (Bolzano, 23 marzo 1995) è un regista, sceneggiatore e produttore cinematografico italiano.

## Biografia
Ha completato la sua formazione in regia alla USC School of Cinematic Arts di Los Angeles e in produzione alla National Film and Television School (NFTS) di Londra.
Nel 2025 ha ricevuto il Globo d'oro al miglior cortometraggio per Chloe, con protagonisti Charithra Chandran e Roberto Citran, presentato in anteprima all'81ª Mostra internazionale d’arte cinematografica di Venezia nel 2024.
Salzburger è il fondatore di ScarFilms, casa di produzione cinematografica e commerciale con sede a Londra.

## Filmografia

### Regista, sceneggiatore e produttore
Cortometraggi
- I am Mia (2019)
- Thicker than Water (2021)
- Chloe (2024)

## Riconoscimenti
- Globo d'oro
  - 2025 - Miglior cortometraggio per Chloe